# Zourah Ali
Zourah Ali (* 23. November 1994 in Ali Sabieh) ist eine Sportlerin aus Dschibuti, die bei den Olympischen Spielen 2012 ihr Land beim 400-Meter-Lauf der Damen vertrat.
Zourah Ali trat bei den Leichtathletik-Weltmeisterschaften 2011 über die Distanz von 800 Meter an.
Zourah Ali war bei der Eröffnungsfeier der Olympischen Sommerspiele 2012 die Fahnenträgerin der Sportler Dschibutis. Ali nahm am 3. August an der ersten Runde der Ausscheidungen im 400-Meter-Lauf teil und erreichte bei einer Zeit von 1:05,37 min nur den siebten Platz und qualifizierte sich so nicht für die nächste Runde. Es handelte sich hierbei um ihre persönliche Bestzeit über 400 Meter.